# Клейпоул, Элизабет
Элизабет Клейпоул (англ. Elizabeth Claypole, также Элизабет Клейпул (англ. Elizabeth Claypoole), урождённая Кромвель (англ. Cromwell); 2 июля 1629 — 6 августа 1658) — вторая дочь Оливера Кромвеля, лорда-протектора Содружества Англии, Шотландии и Ирландии, и его жены Элизабет Кромвель.
Согласно сообщениям некоторых современников, она, как и её отец, вместе содействовали примирению и заступались за заключенных роялистов. Впоследствии Кромвель произвёл в пэры её мужа Джона Клейпоула (англ. John Claypole). Она была известна как леди Клейпоул. Похоронена в Вестминстерском аббатстве.

## Биография

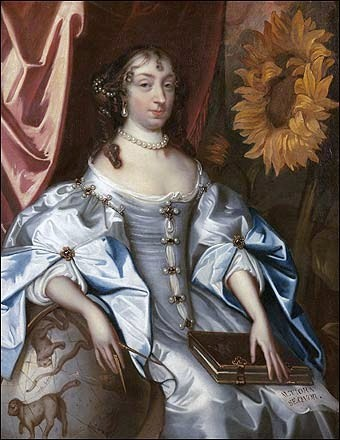
Портрет работы фламандского художника Якоба Гюисманса, ок. 1680 года, Чекерс Корт

Брак с Джоном Клейпоулом состоялся 13 января 1646 года. Она была любимой дочерью своего отца, у которого её духовное состояние, похоже, вызвало некоторое беспокойство. Однажды он написал своей дочери Бриджит, выражая свое удовлетворение тем, что её сестра (то есть Элизабет Клейпоул) «видит своё собственное тщеславие и плотский ум, сетует на это, после ищет то, что рассеет сомнения». Но четыре года спустя он приказал её матери предупредить её «принять во внимание уходящую любовь и бытие обманутые мирской суетой и мирским обществом, чему, я подозреваю, она также подвержена».
Она заболела в июне 1658 года, и её болезнь усугубилась смертью её младшего сына Оливера. О характере её болезни говорили по-разному: «По правде говоря», пишет Флитвуд (англ. Fleetwood), «это дало основание полагать, что врачи действительно совершенно не понимают её случай».
Она умерла 6 августа 1658 года, и журнал Mercurius Politicus в некрологе описывает её как «леди превосходного духа и рассудка, и самых благородных нравов, видной во всех высоко-светских кругах, что сочеталась с задушевным чувством обиды за истинную религию и набожностью». Расписанная палата Вестминстерского дворца была выделена как зал для прощания с телом Элизабет Клейпоул, урождённой Кромвель. Таких почестей удостаивались только высокопоставленные государственные деятели.
Она была похоронена 10 августа 1658 года в часовне Генриха VII в Вестминстерском аббатстве. После реставрации Чарльз Хардинг Ферт указал в Национальном биографическом словаре, что её тело было извлечено в числе около двадцати других тел и помещено в яму на кладбище возле чёрного входа в сдаваемые комнаты пребендария Вестминстера. Тем не менее Питер Гонт указал в обновлённом издании Оксфордского национального биографического словаря, что её тело разрешили оставить в Вестминстерском аббатстве.

## Дети
У неё было четверо детей, трое сыновей и одна дочь:
- Кромвель Клейпоул умер в мае 1678 года, не был женат;
- Генри, как сообщается, умер раньше своего брата;
- Оливер умер в июне 1658 года;
- Марта умерла в январе 1664[15].

Ни один из её детей не оставил потомства.

## Примечание
1. 1 2 3  Lundy D. R. Elizabeth Cromwell // The Peerage (англ.)
2. ↑  Также Cleypole и Claypoole (Noble and Firth DNB)
3. ↑  Lee, Sidney (1903), Dictionary of National Biography Index and Epitome, p. 246
4. ↑  Firth, DNB, xi,12 for DOB & DOD. cites Noble for DOB
5. ↑  Ramsey (1892), p.36
6. ↑  Firth, DNB, xi,12. cites Letter xli. 1646
7. ↑  Firth, DNB, xi,12 cites Letter clxxi.
8. ↑  Firth, DNB, xi,13 cites THURLOE, vii. 177.
9. ↑  Firth, DNB, xi,13 cites THURLOE 295, 309, 320, 340; LUDLOW, 231 ; BATES, 233
10. 1 2  Firth, DNB, xi,13 cites Mercurius Politicus, 6 and 10 Aug.
11. ↑  Walter Thornbury, 'The royal palace of Westminster', in Old and New London: Volume 3 (London, 1878), pp. 491—502. Дата обращения: 26 мая 2016. Архивировано 16 мая 2016 года.
12. ↑  Firth, DNB, xi,13 cites 12 September 1661; KENNET, Register.
13. ↑  Howell, p. 678 Архивная копия от 16 декабря 2013 на Wayback Machine, quotes Neil History of the Puritans.
14. ↑  Gaunt, ODNB
15. 1 2  Firth, DNB, xi,13